# Simone Lenaerts
Simone Lenaerts (Antwerpen, 1947) is een Belgische romanschrijfster.
Met haar roman "Zeewater is zout, zeggen ze" won ze in 2009 de Vlaamse Debuutprijs en werd ze in Nederland genomineerd voor de ANV Debutantenprijs.
Zij is de echtgenote van de Belgische dichter en beeldend kunstenaar Jan Vanriet.

## Biografie

### Jeugd
Simone Lenaerts groeide op in een Antwerpse antiklerikale familie. Haar vader was een  overtuigde communist. Het humanistisch sociaal engagement werd ook voor Simone Lenaerts een belangrijke drijfkracht, net zoals bij haar echtgenoot Jan Vanriet.

### Studies
Lenaerts volgde haar middelbare studies in het stedelijk onderwijs en studeerde daarna voor onderwijzeres aan de Normaalschool van Antwerpen. Daarna haalde ze een diploma voordrachtkunst als leerling van Dora Van der Groen in haar toenmalige Toneelschool in Antwerpen.

### Huwelijk en beroepscarrière
In het voorjaar 1968 tijdens de voorbereidingen van de "Anti Censuur Protest Read-In" in het Majestic Theater in Antwerpen  maakte ze kennis met de dichter en beeldend kunstenaar Jan Vanriet met wie ze een relatie begon en in 1971 trouwde. Zij kregen drie kinderen, twee zonen en een dochter.
Simone Lenaerts werd onderwijzeres in het basisonderwijs.Nadat ze deel had uitgemaakt van een assisenjury, was ze gedurende drie jaar uit idealisme actief als moreel consulente in gevangenissen.
Zij geeft advies en werkt mee aan de organisatie van tentoonstellingen van haar echtgenoot. Ze trad zelf op als curator voor meerdere tentoonstellingen in de BBL-galerie in Antwerpen van onder andere  E.L.T. Mesens, René Magritte, Marcel Broodthaers en Breyten Breytenbach.

### Schrijfster
Lenaerts schreef in het verleden reeds proza in haar vrije tijd. Ze schreef losse teksten en enkele aanzetten van romans in schriftjes, evenwel, wegens tijdgebrek, nooit met de intentie om die te publiceren. 
Ze won onder een pseudoniem een verhalenwedstrijd bij De Morgen. Later schreef  ze enkele reisverhalen in De Morgen.
Zij vertaalde in 1987 het toneelstuk "Teibele en haar Demon" van Isaac Bashevis Singer voor het Raamtheater van Antwerpen. Het werd een  van de grootste successen van het gezelschap. Simone Lenaerts maakte deel uit van de ploeg bij hun deelname met dit vertaalde stuk aan het Internationaal Toneelfestival van Jeruzalem in Israël.
In 1989 schreef ze samen met  met Gerdi Esch en Agnes Goyvaerts het boek "Mode in de lage landen: België", een overzicht van de Belgische mode sinds de eeuwwisseling. Lenaerts stond in voor het historisch gedeelte.

### Romanschrijfster
Na haar pensioen koos Lenaerts resoluut voor publicatie van haar verdere literair werk. Ze schreef in 2008 de roman "Zeewater is zout, zeggen ze" en won hiermee in 2009, op 62-jarige leeftijd, de Vlaamse Debuutprijs van Boek.be en werd genomineerd voor de Nederlandse Academia Literatuurprijs en de VrouwDebuutPrijs 2010.  De jury van Boek.be omschreef het boek als “literatuur die een ode is aan de kracht en macht van taal". Het boek is autobiografisch geïnspireerd en beschrijft een Antwerpse familie in de jaren vijftig, in de periode van de Koude Oorlog in het toenmalige streng Katholieke Vlaanderen.
Deze roman werd gevolgd door het succesvolle "Spinnenverdriet" in 2009, een boek met autobiografische inslag en gebaseerd op haar ervaringen als jurylid van een assisenproces. 
Van "Next, Verein für zeitgenössische Kunst" en het Vlaams-Nederlands Huis deBuren" kreeg Lenaerts in 2011 een Artist in Residence verblijf aangeboden in Graz. Ze schreef er het stadsportret "Een schijn van tijd’" voor Citybooks, dat ook in het Duits vertaald werd. De Nederlandse tekst verscheen samen met een interview op 25 juli 2012 als speciale bijlage in De Morgen.
Haar derde roman, "De Onvervangbare", werd gepubliceerd in 2012 en is gebaseerd op de getuigenissen over de verzetsdaden, tuchthuizen en concentratiekampen van Lucia Rombaut, de moeder van Jan Vanriet, en andere overlevenden van de strafkampen, en op historische studies en bezoeken aan kampen.

### Varia
De huwelijksfoto van Simone Lenaerts met Jan Vanriet is opgenomen in de collectie van het Fotomuseum van Antwerpen.
Simone Lenaerts was steeds nauw betrokken bij de artistieke en culturele activiteiten van haar echtgenoot.  Het echtpaar Vanriet was onder andere goed bevriend met de schrijver en dichter Hugo Claus. Ter gelegenheid van haar 50e verjaardag in 1997 schreef Claus een gedicht met de titel "Simone in 60 syllaben".
Simone Lenaerts is een centraal figuur in het boek "Radeloos Geluk" van Jan Vanriet uit 2018.

## Boeken
- 1987 "Teibele en haar Demon", toneel. Vertaling van ‘Teibele and her demon’ van I. B. Singer.  Uitgeverij Dedalus Antwerpen.
- 1989 "Mode in de lage landen: België" (samen met Gerdi Esch en Agnes Goyvaerts). Uitgeverij Cantecleer / Houtekiet)
- 2008 "Zeewater is zout, zeggen ze.", roman. Uitgeverij De Geus
- 2009 "Spinnenverdriet", roman.  Uitgeverij De Geus.
- 2011 "Een schijn van tijd", reisverhaal. Vertaald in het Duits. Citybooks Graz. Uitgeverij Edition Keiper
- 2012 "De onvervangbare", roman. Uitgeverij De Geus